# Арнольдисты
Арнольдисты (нем. Arnoldisten; англ. arnoldist) — религиозное движение XII века; приверженцы итальянского религиозного и общественного деятеля Арнольда из Брешии (1100—1155), боровшегося за реформацию Римской церкви, возвращение к чистоте и нестяжательству раннего христианства. Были осуждены как еретики на Веронском соборе (1184) папой Луцием III.
Их ошибочно смешивали с катарами и альбигойцами.
Как секта, арнольдисты существовали в течение полустолетия после смерти Арнольда Брешианского, но исчезли в начале XIII века среди других враждебных церкви и духовенству сект, в то время весьма многочисленных в северной Италии. Упоминания арнольдистов в сохранившихся документах:
- 1184 год — осуждение папой Луцием III на Веронском соборе — булла «Ad abolendam»;
- ок. 1190 года — упоминание Бонакурсом[англ.] в речи лат. Manifestatio haeresis Catharorum, произнесённой в Милане против катаров;
- 1224 год — законы Фридриха II против еретиков.

Из законов Фридриха название затем перешло в буллы позднейших пап и в сочинения различных писателей против ереси.